# Jivarus discoloris
Jivarus discoloris is een rechtvleugelig insect uit de familie veldsprinkhanen (Acrididae). De wetenschappelijke naam van deze soort is voor het eerst geldig gepubliceerd in 2010 door Cigliano & Amédégnato.